# Bujta repa
Bujta repa – popularne słoweńskie jednogarnkowe danie mięsne, z dodatkiem kaszy jaglanej i rzepy, wywodzące się z regionu Prekmurje. 
Tradycyjnie przygotowywano to danie w gospodarstwach, na obiad w dzień świniobicia, stąd jego nazwa, pochodząca od słowa bujti czyli "zabijać". Składało się z różnych części świni – głowy, szyi i skóry – gotowanych z rzepą i kaszą jaglaną z dodatkiem przypraw. Z założenia danie miało być niezwykle tłuste, dlatego dodawano do niego również świński smalec, śmietanę i olej oraz zasmażkę. Współcześnie danie przygotowuje się w wersji dużo mniej tłustej. 